# Anzac (Schiff, 1917)
Die Anzac, auch HMS oder HMAS Anzac (Kennungen: F61/G50/G70/G60), war ein Zerstörer (Flottillenführer) der Parker-Klasse der britischen Marine (1917–1920) und später australischen Marine (1920–1931).
Das bei der Grand Fleet eingesetzte Boot wurde 1919 der RAN überlassen, als die Royal Navy eine Anzahl überzähligen Boote an Australien für dessen Einsatz während des Ersten Weltkriegs abgab (sog. „gift fleet“). Neben der Anzac erhielt die RAN fünf bislang nicht eingesetzte, neue Zerstörer der S-Klasse.
Die neuen Einheiten wurden in der Nachkriegszeit wenig genutzt und der Einsatz beschränkte sich auf die australischen Gewässer. 1931 wurde die Anzac außer Dienst gestellt. Ab 1935 wurde das Boot zum Teil ausgeschlachtet und dann als Zielschiff am 7. Mai 1936 vor Sydney versenkt.
Als Ersatz hatte die Royal Navy Ende 1933 die spätere scrap iron flotilla mit dem Flottillenführer Stuart und den größeren Zerstörern Vampire, Vendetta, Voyager und Waterhen der Admiralty V- und W-Klasse an Australien abgegeben.

## Baugeschichte
Die Flottillenführer der Parker-Klasse waren eine Weiterentwicklung der vorangegangenen Marksman-Klasse, der ersten eigenen Flottillenführer-Klasse der Royal Navy.

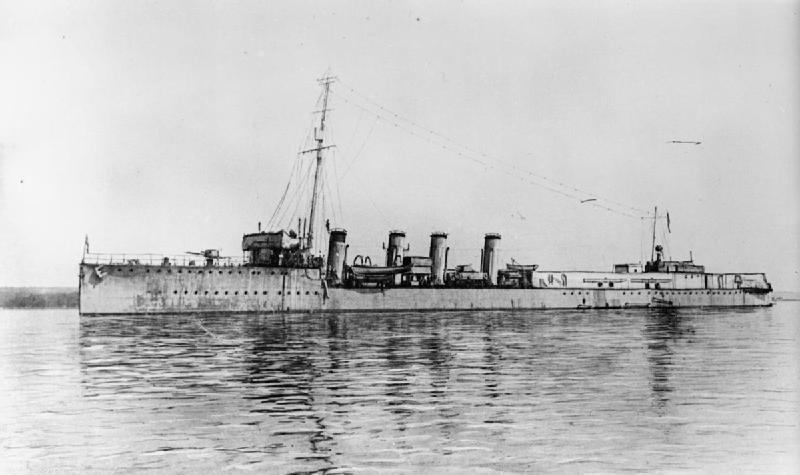
Die HMS Abdiel der Marksman-Klasse

Bei gleicher Größe des Rumpfes wiesen die neuen Boote einige Verbesserungen auf: sie hatten einen höheren Freibord und eine weiter zurückgesetzte Brücke. Dies führte zu einer höheren Feuerkraft der Boote. Die Verschiebung des Aufbaus wurde durch eine Reduzierung der Kesselräume und der Schornsteine möglich. Von den jetzt drei Schornsteinen war der vorderste dicker und höher als die anderen. Der zurückgesetzte Aufbau erlaubte die Aufstellung eines überhöhten zweiten Buggeschützes mit einem weitgehend unbehinderten Feuerbereich. Dazu gab diese Aufstellung nach vorn auch noch Feuerkraft bei schwerer See, einem Schwachpunkt aller bisheriger Torpedoboote und Zerstörer. Diese Änderung wurde in der Folgezeit und einer Vielzahl von Entwürfen übernommen.
Dazu erhielten die neuen Boote eine Feuerleitanlage, die den zentralen Abschuss von Salven ermöglichte. Diese Feuerleitanlage wurde in den Zerstörern der V- und W-Klasse als Standard übernommen. Die Anzac unterschied sich von den anderen Booten der Klasse durch einen um 30 cm höheren Freibord, was bei den früher bei Cammell Laird in Bau befindlichen Booten nicht eingeführt werden konnte.
Die Anzac war eine Kopie der anderen, bei Cammell Laird gebauten Boote der Parker-Klasse mit einer Verdrängung von 1660 tons, war 327 ft 7in über alles und 314 ft 11,25 in zwischen den Loten lang. Die Breite des Bootes betrug 31 ft 10 in und der Tiefgang 13 ft 9,75 in bei voller Ausrüstung. Die Maschinenanlage bestand aus vier Yarrow-Kesseln und Brown-Curtis-Getriebeturbinen, die bis zu 37.060 PS für die drei Schrauben des Bootes liefern konnten. Allerdings erreichte die Anzac nicht die erwarteten 34 Knoten, sondern nur 32,9 kn bei ihren Versuchsfahrten. Die maximale Reichweite des Bootes betrug 3.360 sm bei einer Marschgeschwindigkeit von 11,5 kn. Die Besatzung des Flottillenführers bestand aus acht Offizieren und 114 Seeleuten.
Die Hauptbewaffnung der Anzac bestand aus vier einzelnen 4-Zoll-(102-mm)-Mark.IV-Schnellfeuergeschützen. Zur Abwehr von Luftangriffen standen zwei 2-pounder-„pom-pom“-Geschütze zur Verfügung. Dazu waren ein einzelnes .303-in-Maxim-Maschinengewehr und vier .303-inch-Lewis-Maschinengewehre (zwei einzelne und eine Zwillingslafette) an Bord. Die Anzac verfügte über zwei 21-Zoll-Zwillings-Torpedorohre, zwei Wasserbombenwerfer und vier Ablaufbahnen für Wasserbomben.
Der Auftrag für das sechste Boot der Parker-Klasse ging im Dezember 1915 an William Denny and Brothers, auf deren Werft in Dumbarton am 31. Januar 1916 die Kiellegung des Neubaus N° 1059 erfolgte. Die Werft hatte 1907/1908 erstmals vier Küstenzerstörer der Cricket-Klasse an die Royal Navy geliefert und seitdem Boote zu allen folgenden Zerstörerklassen gefertigt. Letzter Friedensauftrag war die Nimrod, ein im August 1915 fertiggestellter Flottillenführer der Marksman-Klasse. Vor dem erneuten Neubau eines Flottillenführers hatte die Werft Aufträge für sieben Boote der „M“- und drei der „R“-Klasse aus dem Kriegsbauprogramm erhalten.
Am 11. Januar 1917 lief das neue Boot als Anzac zu Ehren des auf Gallipoli eingesetzten „Australian and New Zealand Army Corps“ vom Stapel. Am 24. April 1917 stellte die Royal Navy das Boot in Dienst.

## Einsatzgeschichte
Als die Anzac vom Stapel lief, hatte sie die Kennung G80 erhalten. Nach seiner Indienststellung kam das Boot als zweiter Flottillenführer und Ersatz für die HMS Botha zur 14. Zerstörerflottille der Grand Fleet mit dem Leader HMS Ithuriel und 18 Booten der M-Klasse, darunter der bei Denny gebauten Peyton. Ab Oktober 1917 war dann die Vampire das Führerboot und im Februar 1918 hatte die Flottille über 20 Zerstörer der M-Klasse. Im November stieg die Stärke auf 34 Zerstörer, darunter jetzt auch drei Boote der „V“- und „W“-Klasse und acht der „S“-Klasse. Im März 1919 wurde die Flottille aufgelöst und die Anzac für die Abgabe an Australien vorgesehen. Das Boot führte sei Anfang 1918 die Kennung G50 und ab April 1918 schließlich G70.

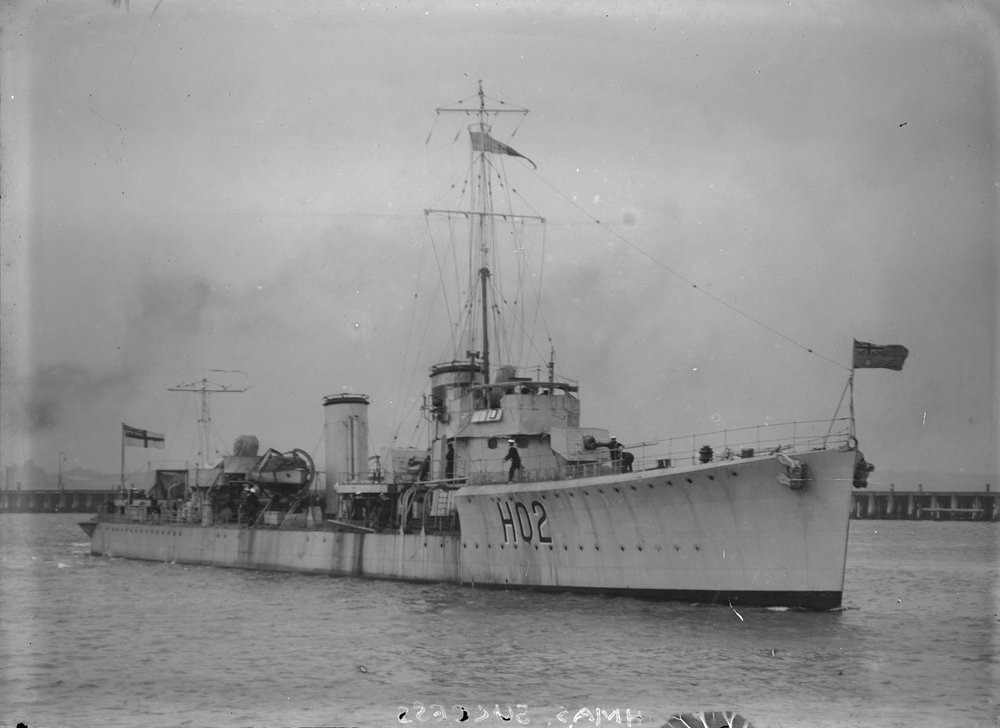
Die Success im Dienst der RAN

Die Royal Navy stellte die sog. „gift fleet“ (geschenkte Flotte) für die Australier in Anerkennung ihrer Leistungen im Krieg zusammen. Dazu gehörten drei als Minensucher vorgesehene Sloops der Flower-Klasse (Mallow, Marguerite, Geranium), die Anfang Juni 1919 in Australien eintrafen und sechs Unterseeboote der J-Klasse, die begleitet vom Kreuzer Sydney im August 1919 in ihrer neuen Heimat eintrafen. Neben der Anzac wurden fünf Zerstörer der S-Klasse für Australien bereitgestellt, welche die Navy zwar von den Bauwerften abgenommen, aber nicht eingesetzt hatte.
Am 27. Januar 1920 wurden die Anzac und die fünf Zerstörer Stalwart, Success, Swordsman, Tattoo und Tasmania von der Royal Australian Navy in Dienst gestellt. Am 20. Februar begannen in Plymouth die HMAS Swordsman, Success, Tasmania und Tattoo den Marsch nach Australien. Sechs Tage später folgte die Anzac mit der Stalwart, musste allerdings wegen eines Propellerschadens wieder umdrehen. Nach erfolgter Reparatur lief sie am 10. März den Zerstörern hinterher, zu denen sie in Colombo aufschloss.

### Dienst in der Royal Australian Navy
Die sechs Boote der neuen Zerstörerflottille der Royal Australian Navy liefen durch das Mittelmeer und den Suezkanal nach Indien und besuchten an der Route verschiedene Häfen. Auch in Niederländisch-Indien wurden etliche Häfen angelaufen. Es sollte die letzte Auslandsreise der Boote sein. Die schlechte wirtschaftliche Lage nach dem Weltkrieg führte zu einer derartigen Budgetknappheit, dass die Boote allenfalls – und auch dies selten – bis zu dem ehemals deutschen Neuguinea liefen.
Die Anzac blieb fast immer an der Ostküste Australiens und machte nur wenige Besuche an den Küsten Neu Guineas, so im Juni/Juli 1924 begleitet von den Zerstörern Stalwart und Tasmania, in New Britain und den Salomonen. Von August 1926 bis zum Dezember 1928 befand sie sich in der Reserve, da immer nur drei Boote im aktiven Dienst waren.

## Endschicksal
Schon Ende 1925 begann die Außerdienststellung der neuen Boote. Die Anzac wurde schon am 30. Juli 1931 ausgesondert und 1935 als erstes Boot zum Abbruch verkauft, tatsächlich dann aber ausgeschlachtet und am 7. Mai 1936 als Zielschiff versenkt.
Ersetzt wurde die Zerstörer durch eine erneut von der Royal Navy überlassene Flottille mit dem Flottillenführer Stuart und den größeren Zerstörern Vampire, Vendetta, Voyager und Waterhen der V- und W-Klasse, die im Weltkrieg den ihr von Goebbels verliehenen Namen „Alteisen-Flottille“ („scrap iron flotilla“) zu einem Ehrennamen durch ihren Einsatz im Mittelmeer machte.
Auch die Schwesterboote der Anzac hatten nur kurze Einsatzzeiten. Alle kamen als Flottillenführer bei den Zerstörerflottillen der Grand Fleet zum Einsatz.

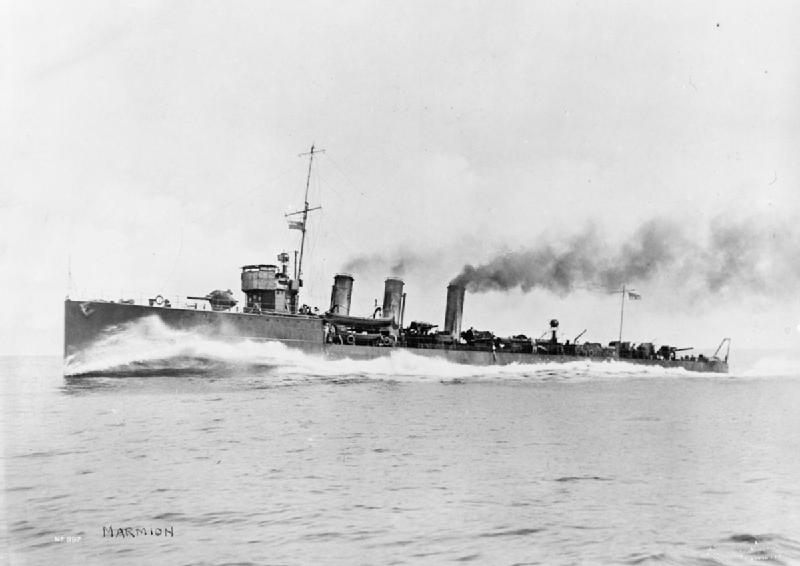
Der Zerstörer Marmion der M-Klasse, wie Negro und Marvel

Die Hoste ging schon in ihrem zweiten Einsatzmonat bei der 13. Zerstörerflottille am 21. Dezember 1916 nach einer Kollision mit dem Zerstörer Negro vor den Shetland-Inseln verloren. Auf einem Vorstoß mit der Grand Fleet hatte sie Probleme mit ihrer Rudermaschine und wurde begleitet von der Negro der M-Klasse nach Scapa Flow entlassen. Als die reparierte Rudermaschine in schwerer See erneut ausfiel, rammte die dicht hinter der Hoste laufende Negro das Heck des Flottillenführers. Dabei fielen zwei Wasserbomben über Bord und explodierten. Sie beschädigten das Heck der Hoste weiter und zerdrückten Bodenplatten der Negro, die sofort sank.

Die zur Hilfe eilenden Zerstörer Marmion und Marvel der 11. bzw. 12. Flottille konnten nur wenige der Besatzung der Negro retten, auf der 51 Mann starben. Der Versuch, die Hoste abzuschleppen, scheiterte auch nach kurzer Zeit. Der Marvel gelang es aber, in der schweren See in dreizehn Anläufen fast die gesamte Besatzung der Hoste abzubergen, von der nur vier Mann starben.
Die Seymour wurde im Sommer 1918 zu einem schnellen Minenleger umgerüstet. Sie gab ihre hinteren 102-mm-Geschütze und die beiden Torpedosätze an Land und konnte auf zwei Ablaufschienen dann 80 Minen transportieren.
Parker und Grenville waren bei Kriegsende die Führerboote der 15. Zerstörerflottille, die Seymour und Saumarez waren eines der Führerboote der 11. bzw. 12. Zerstörerflottille. Alle vier Boote wurden jedoch schon bald aus dem aktiven Dienst genommen und bis 1932 zum Abbruch verkauft.